# Liste der gefallenen Adeligen auf Habsburger Seite in der Schlacht bei Sempach/N

## N
| Geschlecht | Vorname(n)                  | Einheitsname          | Stammsitz | abweichende Schreibweisen                    | Quelle(n) | Anmerkungen                                                                     | Wappen |
| Neuenburg  |                             | siehe Bolsenheim      |           |                                              | |                                                                                 |        |
| Neufra     | Waltherus; Walther; Walter; | Walther von Neufra    |           | Naufas; Nuffen; Nufren; Nufron; Nuwr; Nüfern | • Chronik des Nicolaus Stulmann, 1407 • Eydgnössisch-schweytzerischer Regiments Ehren-Spiegel • Breisgauische Liederhandschrift, 1445 • Conrad Schnitt: Wappenbuch der Baslerischen Geschlechter, 1530 • Thurgauer Chronik • Oesterreichische Verlustliste, ca. 1484 • Aegidius Tschudi: Chronicon Helveticum | "von der Ritterschafft aus dem Preisgew"; "ritter und knecht us dem obren Elsas |        |
| Nidlingen? | Diepold                     | Diepold von Nidlingen |           |                                              | Eydgnössisch-schweytzerischer Regiments Ehren-Spiegel | einzige Nennung                                                                 |        |